# アルファ符号
アルファ符号とは、一進法符号（単進符号、unary）とも呼ばれる、正の整数を表す可変長符号の一つ。
小さな数には短い符号語を、反対に大きな数には長い符号語を割り当てる。
可変長符号の最も簡単な形であるが、符号語が長くなりすぎることからアルファ符号単体で用いられることは少ない。実際にはこの応用であるガンマ符号やデルタ符号が用いられる。

## 符号化の原理
対象となる整数Xの数-1の0を出力し、1を出力するだけである。
| 対象となる数 | 出力       |
| ------------ | ---------- |
| 1            | 1          |
| 2            | 01         |
| 3            | 001        |
| 4            | 0001       |
| 5            | 00001      |
| 6            | 000001     |
| 7            | 0000001    |
| 8            | 00000001   |
| 9            | 000000001  |
| 10           | 0000000001 |